# Félix Rodrigo Mora
Félix Rodrigo Mora (Sòria, 1951) és un escriptor, historiador i filòsof polític espanyol autodidacta. Autor de llibres i articles, i prolífic conferenciant, és un estudiós crític de les formes d'Estat, els sistemes de govern, el valor nutritiu de les glans i investigador de la societat rural popular.
Fins a 2007 va formar part del col·lectiu de crítica anti-industrial i anti-teconològica Los amigos de Ludd, les principals publicacions dels quals entre 2001 i 2006 van ser recollides a Antologia de textos dels Amics de Ludd.
Des de 2008 ha centrat la seva obra escrita i investiga i conferència sobre les condicions conduents a una revolució democràtica, axiològica i civilitzadora, sobre política, història, tecnologia, universitat, ètica i pedagogia, sobre les bases civilitzatòries de la naturalesa i la ruralitat, sobre el dany espiritual de l'alcohol, la situació del nacionalisme autonomista gallec, i sobre la naturalesa negativa de l'Estat de Benestar.
Ha escrit articles o col·labora habitualment amb les publicacions Soberanía alimentaria, biodiversidad y culturas, Agenda Viva (Fundación Félix Rodríguez de la Fuente), Madrid histórico, The Ecologist, Generación.net, Diagonal, La independiente o CNT.

## Obres
- Tiempo, historia y sublimidad en el Románico Rural : el régimen concejil, los trabajos y los meses, el románico amoroso (Potlatch, 2012) (ISBN 978-84-615-9548-8).
- Los montes arbolados, el régimen de lluvias y la fertilidad de los suelos (Cauac, 2012).
- ¿Revolución integral o decrecimiento? Controversia con Serge Latouche (El grillo libertario, 2011).
- Pensar el 15M y otros textos (obra colectiva, en colaboración con Prado Esteban y Frank G. Rubio) (Manuscritos, 2011) (ISBN 978-84-92497-83-6).
- O atraso político do nacionalismo autonomista galego. Reflexões sobre O atraso económico de Galiza (Ediçöes da Terra, 2011) (Creative Commons Licence).
- El giro estatolátrico. Repudio experiencial del Estado de Bienestar (Maldecap, 2011) (ISBN 978-84-614-7850-7).
- Seis estudios. Sobre política, historia, tecnología, universidad, ética y pedagogía (Brulot, 2010) (ISBN 978-84-614-4822-7).
- La democracia y el triunfo del Estado (Manuscritos, 2010) (ISBN 978-84-92497-47-8).
- O atraso político do nacionalismo autonomista galego (Unión Libertaria, 2010) (ISBN 84-7223-748-6) (Libro en gallego).
- Crisis y utopía en el siglo XXI (Maldecap, 2010) (ISBN 978-84-613-9104-2).
- Borracheras no: pasado, presente y futuro del rechazo a la alcoholización (Aldarull, 2010) (ISBN 978-84-614-1497-0).
- Naturaleza, ruralidad y civilización (Brulot, 2008) (ISBN 84-7223-748-6).
- Informe sobre el socialimperialismo soviético (Emiliano Escolar, 1977) (ISBN 84-7393-029-0).